# KF Elbasani
Klubi i Futbollit Elbasani – albański klub piłkarski z siedzibą w mieście Elbasan, w środkowej części kraju. Obecnie gra w Kategoria e Dytë.

## Historia
Chronologia nazw:
- 1913: KF Urani Elbasan
- 1932: KS Skampa Elbasan
- 1939: KS Bashkimi
- 1949: KF Elbasani
- 1950: Puna Elbasan
- 1958: KS Labinoti Elbasan
- 1991: KF Elbasani

Klub piłkarski KF Urani został założony w miejscowości Elbasan w 1913 roku. Powstał dzięki połączeniu klubów Afërdita Elbasan i Përparimi Elbasan. Klub kilkakrotnie zmieniał nazwy (w 1932 KS Skampa Elbasan, w 1939 KS Bashkimi, w 1949 KF Elbasani, w 1950 Puna Elbasan, w 1958 KS Labinoti Elbasan). W sezonie 1983/84 zdobył pierwsze mistrzostwo kraju i startował w Pucharze Europy, gdzie w pierwszej rundzie grał z Lyngby BK (wyniki 0:3 u siebie i na wyjeździe). W 1991 roku powrócił do obecnej nazwy.

## Barwy klubowe, strój
| Żółty | Niebieski |

Klub ma barwy żółto-niebieskie. Swoje mecze domowe zazywczaj gra w niebiesko-białych koszulkach, żółtych spodenkach i niebiesko-białych getrach.

## Sukcesy

### Trofea międzynarodowe
| \| \| Zdobyte trofea w rozgrywkach międzynarodowych (stan na: 31-05-2019) \| |                                                                     |      |                  |
| Rozgrywki                                                                    | Osiągnięcie                                                         | Razy | Sezon(y)         |
| · Liga Mistrzów · (Puchar Europy)                                            | zdobywca                                                            | –    |                  |
| · Liga Mistrzów · (Puchar Europy)                                            | finalista                                                           | –    |                  |
| · Liga Mistrzów · (Puchar Europy)                                            | 1.runda el.                                                         | 2    | 1984/85, 2006/07 |
| · Liga Europy · (Puchar UEFA)                                                | zdobywca                                                            | –    |                  |
| · Liga Europy · (Puchar UEFA)                                                | finalista                                                           | –    |                  |
| · Liga Europy · (Puchar UEFA)                                                | 1.runda el.                                                         | 1    | 2005/06          |
| FIFA                                                                         | Zdobyte trofea w rozgrywkach międzynarodowych (stan na: 31-05-2019) |      |                  |

### Trofea krajowe
| \| \| Zdobyte trofea w rozgrywkach Albanii (stan na: 31-05-2019) \| |                                                            |      |                           |
| Rozgrywki                                                           | Osiągnięcie                                                | Razy | Sezon(y)                  |
| Mistrzostwo                                                         | I miejsce                                                  | 2    | 1983/84, 2005/06          |
| Mistrzostwo                                                         | II miejsce                                                 | 3    | 1946, 1948, 2004/05       |
| Mistrzostwo                                                         | III miejsce                                                | 3    | 1931, 1945, 1987/88       |
| Puchar                                                              | zdobywca                                                   | 2    | 1974/75, 1991/92          |
| Puchar                                                              | finalista                                                  | 1    | 1979/80                   |
| Superpuchar                                                         | zdobywca                                                   | 1    | 1992                      |
| Superpuchar                                                         | finalista                                                  | 1    | 2006                      |
| II liga                                                             | I miejsce                                                  | 3    | 2000/01, 2001/02, 2013/14 |
| II liga                                                             | II miejsce                                                 | 1    | 2009/10                   |
| II liga                                                             | III miejsce                                                | 0    |                           |
| Albania                                                             | Zdobyte trofea w rozgrywkach Albanii (stan na: 31-05-2019) |      |                           |

- Kategoria e Dytë:
  - mistrz (1x): 2017/18

## Poszczególne sezony

### Rozgrywki europejskie

#### Europejskie puchary
Legenda do wszystkich tabel:
- Q – runda eliminacyjna, 1/16, 1/8, 1/4, 1/2 – odpowiednia faza rozgrywek, Grupa – runda grupowa, 1r gr – pierwsza runda grupowa, 2r gr – druga runda grupowa, F – finał, R – runda, PO – play-off
- k. – rzuty karne, los. – losowanie, Dogr. – dogrywka, w. – zasada bramek strzelonych na wyjeździe

| Sezon   | Rozgrywki     | Runda | Klub              | Dom | Wyjazd | Ogólnie |
| ------- | ------------- | ----- | ----------------- | --- | ------ | ------- |
| 1984/85 | Puchar Europy | 1R    | Lyngby BK         | 0–3 | 0–3    | 0–6     |
| 2005/06 | Puchar UEFA   | 1Q    | Wardar Skopje     | 1–1 | 0–0    | 1–1, w. |
| 2006/07 | Liga Mistrzów | 1Q    | Ekranas Poniewież | 1–0 | 0–3    | 1–3     |

### Rozgrywki krajowe
od 1999
| \| Albania \| Bilans występów klubu w rozgrywkach piłkarskich Albanii (Stan na 31 maja 2019 r.) \| \| |                                                                                   |        |       |   |   |   |    |    |     |                                                     |        |        |      |
| Poziom                                                                                                | Rozgrywki                                                                         | Sezony | Mecze | Z | R | P | B+ | B– | Pkt | Lata                                                | Awanse | Spadki | Naj. |
| I | Kategoria Superiore                                                               | 10     |       |   |   |   |    |    |     | 1999/00, 2002–2009, 2010/11, 2014/15                | 0      | 4      | 1    |
| II | Kategoria e Parë                                                                  | 10     |       |   |   |   |    |    |     | 2000–2002, 2009/10, 2011–2014, 2015–2017, 2018–2020 | 3      | 2      | 1    |
| III                                                                                                   | Kategoria e Dytë                                                                  | 1      |       |   |   |   |    |    |     | 2017/18, od 2020/21                                 | 1      | 0      | 1    |
| Albania                                                                                               | Bilans występów klubu w rozgrywkach piłkarskich Albanii (Stan na 31 maja 2019 r.) |        |       |   |   |   |    |    |     |                                                     |        |        |      |

## Piłkarze, trenerzy, prezydenci i właściciele klubu

### Piłkarze
Stan na 8 grudnia 2019:
| Nr | Poz. | Piłkarz          |
| -- | ---- | ---------------- |
| 1  | BR   | Ergys Dosti      |
| 2  | PO   | Bektash Vasha    |
| 3  | OB   | Enis Dishani     |
| 4  | OB   | Arlind Ballgjini |
| 5  | OB   | Geri Selimaj     |
| 7  | OB   | Ilirian Dushaj   |
| 8  | NA   | Mateo Allkja     |
| 9  | NA   | Arsen Lleshi     |
| 10 | PO   | Klodian Nuri     |
| 11 | PO   | Ergys Peposhi    |
| 12 | BR   | Ferit Moli       |
| 14 | NA   | Valentino Baro   |
| 15 | OB   | Klaudio Çema     |
| 16 | NA   | Iris Bushi       |

| Nr | Poz. | Piłkarz            |
| -- | ---- | ------------------ |
| 18 | OB   | Serxhjo Bajrami    |
| 19 | NA   | Kejdi Balla        |
| 21 | PO   | Mikel Ferhati      |
| 23 | OB   | Alberto Nikehasani |
| 24 | OB   | Kejsi Skënderi     |
| 25 | PO   | Kristian Mataj     |
| 26 | OB   | Flavio Xhakerri    |
| 29 | PO   | Renato Hyshmeri    |
| 99 | PO   | Endri Duka         |
|    | OB   | Jurgen Lleshi      |
|    | BR   | Fatjon Çollari     |
|    | BR   | Igli Harja         |
|    | PO   | Abner              |
|    | NA   | Kejvin Gica        |

### Trenerzy
- 1957:  Sabri Peqini
- 1983:  Frederik Jorgaqi
- 1990:  Dashamir Stringa
- 1996:  Astrit Sejdini
- 2000:  Luan Deliu
- 2001:  Petrit Haxhiu
- 2004:  Artan Bushati
- 2005:  Ilir Daja
- 2006:  Luan Deliu
- 2006:  Edmond Gëzdari
- 2007:  Ilirjan File
- 2007:  Krenar Alimehmeti
- 2008:  Mirel Josa
- 2009:  Faruk Sejdini
- 2009:  Ramadan Shehu
- 2009:  Bujar Gogunja
- 2009:  Muharrem Dosti
- 2009:  Krenar Alimehmeti
- 2010:  Esad Karišik
- 2011:  Ilirjan File
- 2014:  Edmond Mustafaraj
- 2014:  Muharrem Dosti
- 2017:  Eriol Merxha
- 2018:  Elvis Kotorri
- 2019:  Marsid Dushku
- 2019:  Shkëlqim Lleshanaku

## Struktura klubu

### Stadion
Klub rozgrywa swoje mecze domowe na stadionie Ruzhdi Bizhuta w Elbasanie, który może pomieścić 12800 widzów.

### Inne sekcje
Klub prowadzi drużyny dla dzieci i młodzieży w każdym wieku.

## Kibice i rywalizacja z innymi klubami

### Rywalizacja
Największymi rywalami klubu są inne zespoły z okolic.

### Derby
- KF Sopoti
- KS Gramshi
- KS Shkumbini